# Bang Phlat
Bang Phlat (tiếng Thái: บางพลัด; IPA: [bāːŋ pʰlát]) là một 50 khẹt (quận) của Bangkok, Thái Lan. Quận Bang Phlat có diện tích km2, dân số là 116.271 người. Các quận giáp ranh, theo chiều kim đồng hồ từ phía bắc: Huyện Bang Kruai của tỉnh Nonthaburi, Bang Sue, Dusit, Phra Nakhon, Bangkok Noi, và Taling Chan của Bangkok.